# Eduvigis d'Andechs
|  | Aquest article tracta sobre la duquessa de Silèsia del s. XIII, canonitzada en 1267. Vegeu-ne altres significats a «Eduvigis de Polònia». |

Eduvigis d'Andechs   (Burg Andechs, 16 d'octubre de 1174 - Trzebnica, 15 d'octubre de 1243 (Gregorià)) va ser duquessa de Silèsia i Polònia, vídua, va fer-se monja cistercenca a Trzebnica. Va ser proclamada santa en 1267 per Climent IV.

## Biografia
Filla del comte Bertoldo IV d'Andechs, margravi de Carniola i Ístria i la seva segona esposa Agnès de Wettin, va néixer al castell d'Andechs al Ducat de Baviera. La seva germana gran, Agnès, es va casar amb el rei Felip II de França (anul·lat el 1200) i la seva germana Gertrudis (assassinada el 1213) es va casar amb el rei Andreu II d'Hongria, mentre que la més jove Matilde, (Mechtild) es va convertir en abadessa a l'abadia benedictina de Kitzingen a Francònia, on Hedwig també va rebre la seva educació. El germà d'Edwige era el bisbe Ekbert de Bamberg, comte d'Andechs-Meranien. Un altre germà va ser Berthold, arquebisbe de Kalocsa i patriarca d'Aquileia, mentre que el seu germà Enric, margravi d'Istria va ser el primer senyor de Carniola.
A través de la seva germana Gertrude, era tia d'Isabel d'Hongria.
Educada al monestir benedictí de Kitzingen, a la Francònia, el 1186 va casar-se a Wrocław amb el duc de Silèsia, Enric I el Barbut (des del 1233 també duc de Polònia), de la dinastia dels Piasts. Va preocupar-se per atendre les necessitats dels seus súbdits més pobres, aixecant nombrosos hospitals. En 1202 va fundar el monestir de monges cistercenques de Trzebnica on, quan va quedar vídua en 1238, va retirar-se, morint en 1243.
A la seva mort el 1238, Enric va ser enterrat en un monestir cistercenc de monges, l'abadia de Trzebnica (Kloster Trebnitz ), que havia establert el 1202 a petició d'Eduviga. Hedwig va acceptar la mort del seu estimat marit amb fe. Ella va dir: "T'oposaries a la voluntat de Déu? Les nostres vides són seves".

## Culte
El 7 de novembre del 1262 el bisbe de Włocławek va iniciar el procés de canonització d'Eduvigis, que acabà l'agost de 1264, quan una delegació presidida per l'ardiaca de la catedral de Cracòvia s'adreça a Climent IV per a portar-li la causa. Hedwig va ser canonitzada el 1267 pel papa Climent IV, partidari de l'orde del Cister, a proposta del seu net, el príncep arquebisbe Ladislau de Salzburg. És la santa patrona de Silèsia, d'Andechs, i de l'arxidiòcesi catòlica romana de Wrocław i la diòcesi catòlica romana de Görlitz. La seva festa se celebra al calendari romà general el 16 d'octubre. El 8 de juny ho celebra l'Orde de Sant Pau I Ermità, que la considera una gran benefactora. Una llegenda del segle XVII diu que Hedwig, mentre feia un pelegrinatge a Roma, es va aturar a Bad Zell a Àustria, on va fer brollar aigües curatives d'una font que avui encara porta el seu nom.
L'any 1773 el rei prussià Frederic el Gran, després d'haver conquerit i annexionat la major part de Silèsia a la Primera Guerra de Silèsia, va fer construir Santa Eduví a Berlín per als immigrants catòlics de l'Alta Silèsia, des de 1930 la catedral de l'arxidiòcesi catòlica romana de Berlín. Després de l'expulsió de gairebé tots els alemanys de Silèsia, els alemanys de Silèsia van portar la veneració d'Eduviga a tota la resta d'Alemanya.
El març de 2020 es va informar del descobriment de les restes d'Hedwig, que havien estat desaparegudes durant segles. Les restes es van trobar al seu santuari de Trzebnica, en un cofret de plata que portava una tauleta de plom amb una inscripció que confirmava la identitat d'Eduvige.

## Imatges

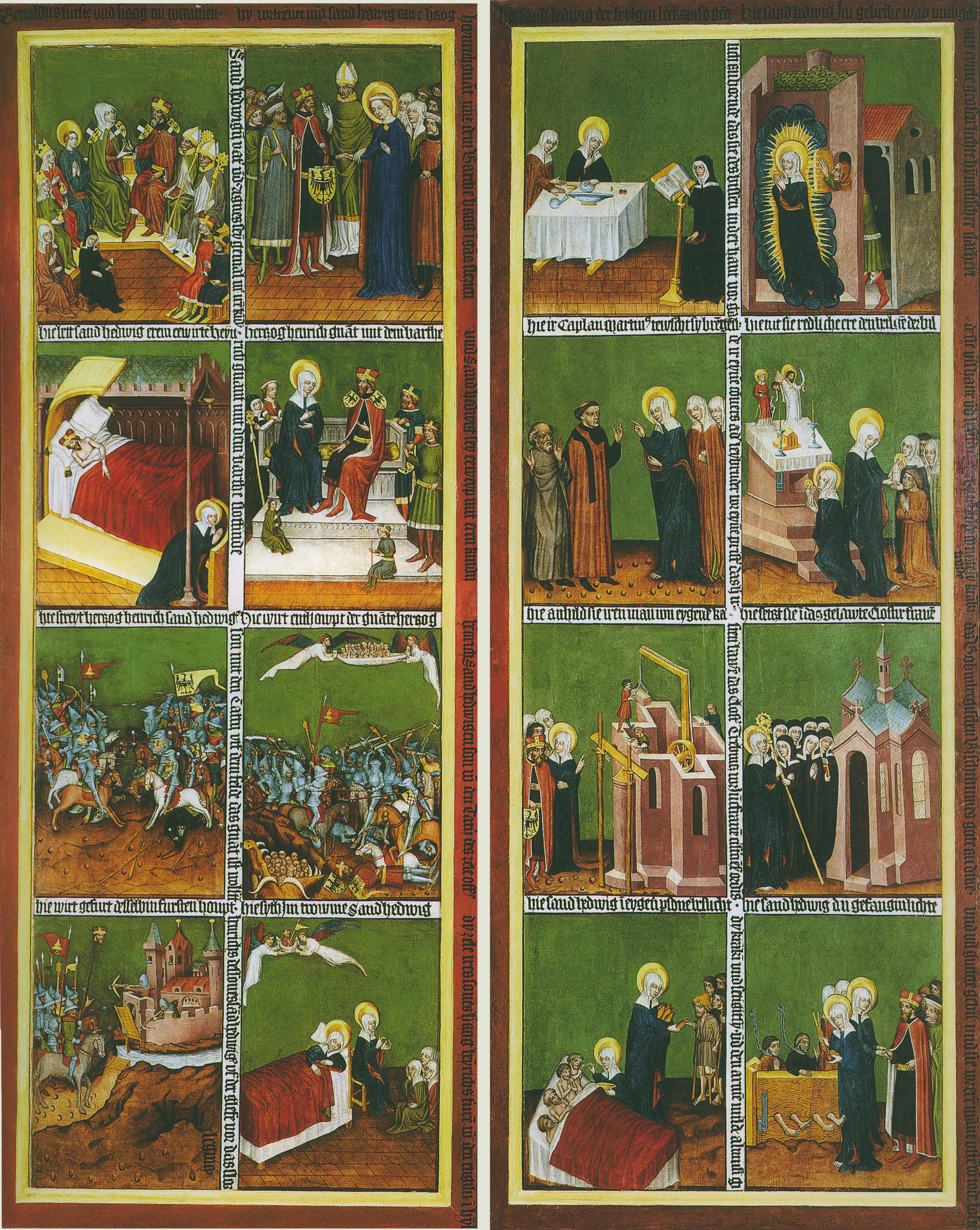
"Altar de Santa Eduvigis, 1430 (Varsòvia, Museu Nacional)
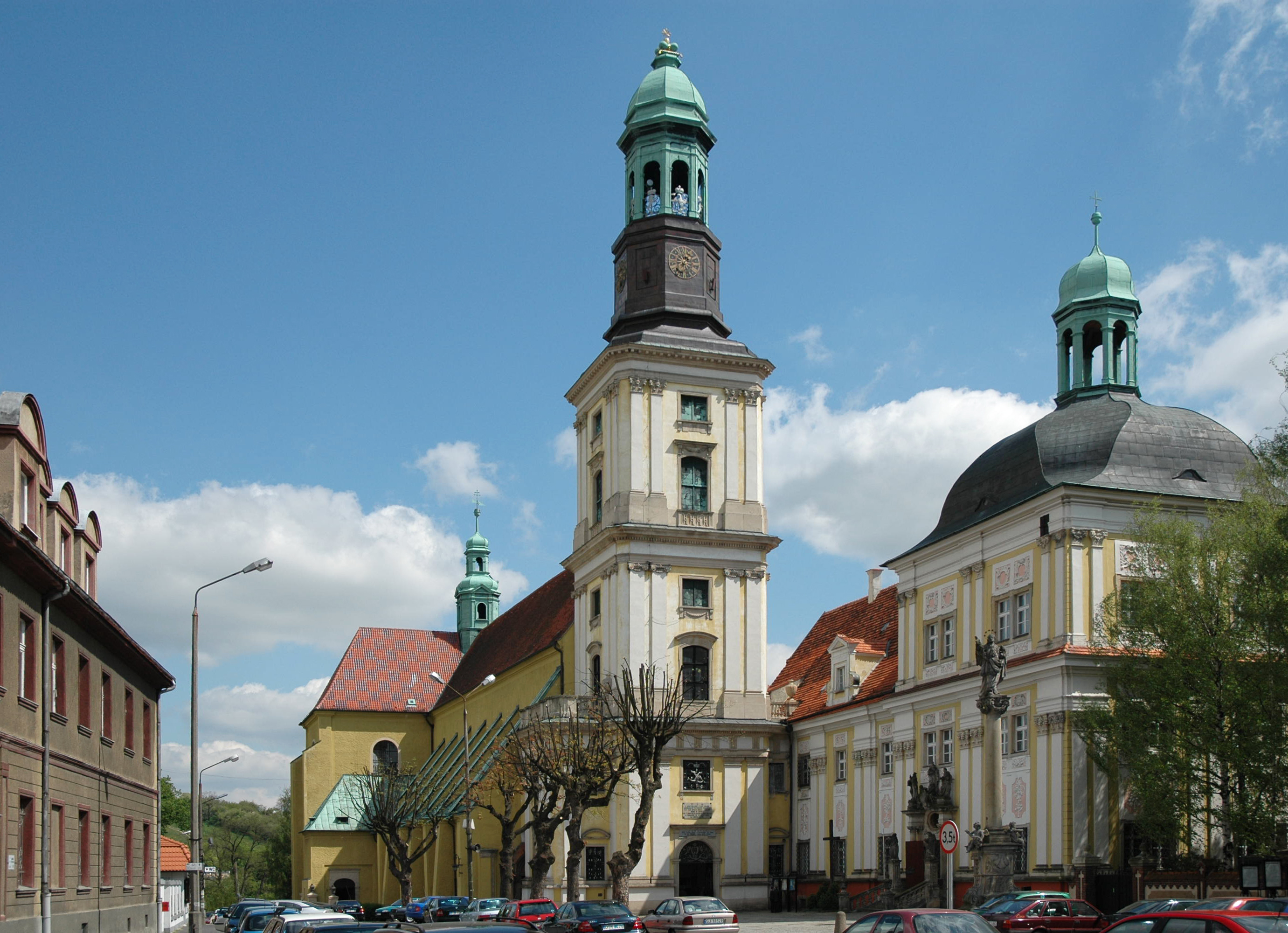
Santuari de Trzebnica, amb la tomba de la santa
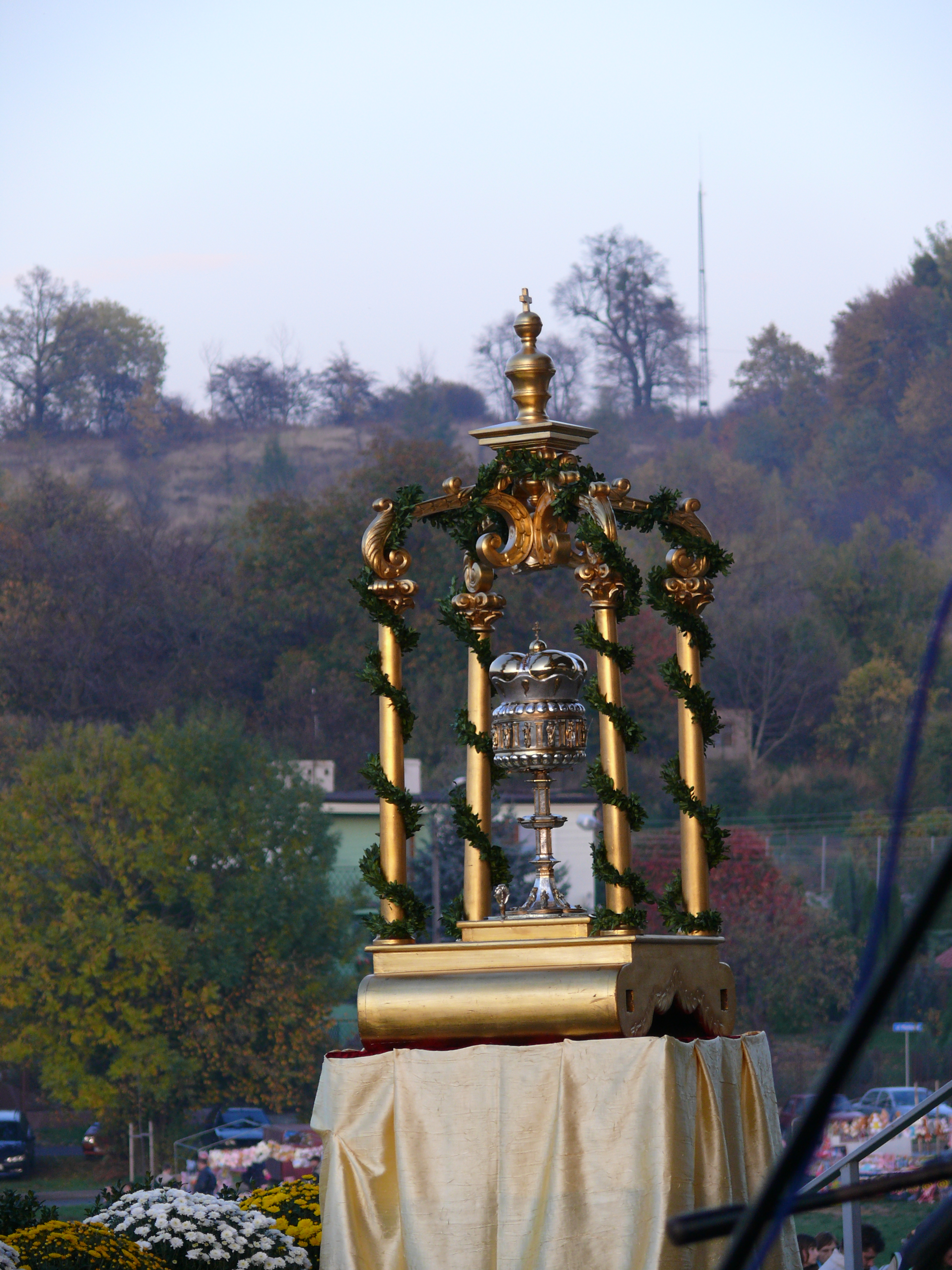
Reliquiari de Santa Eduvigis, de l'abadia de Trzebnica, en una processó
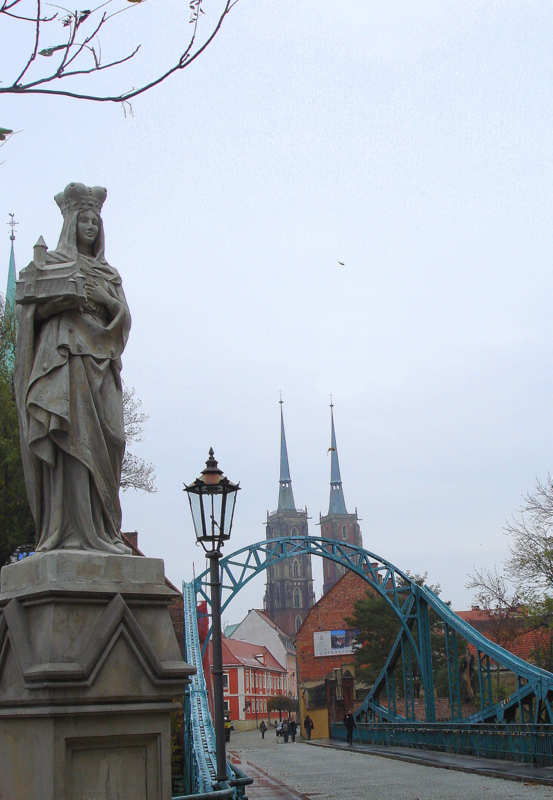
Monument de Breslau
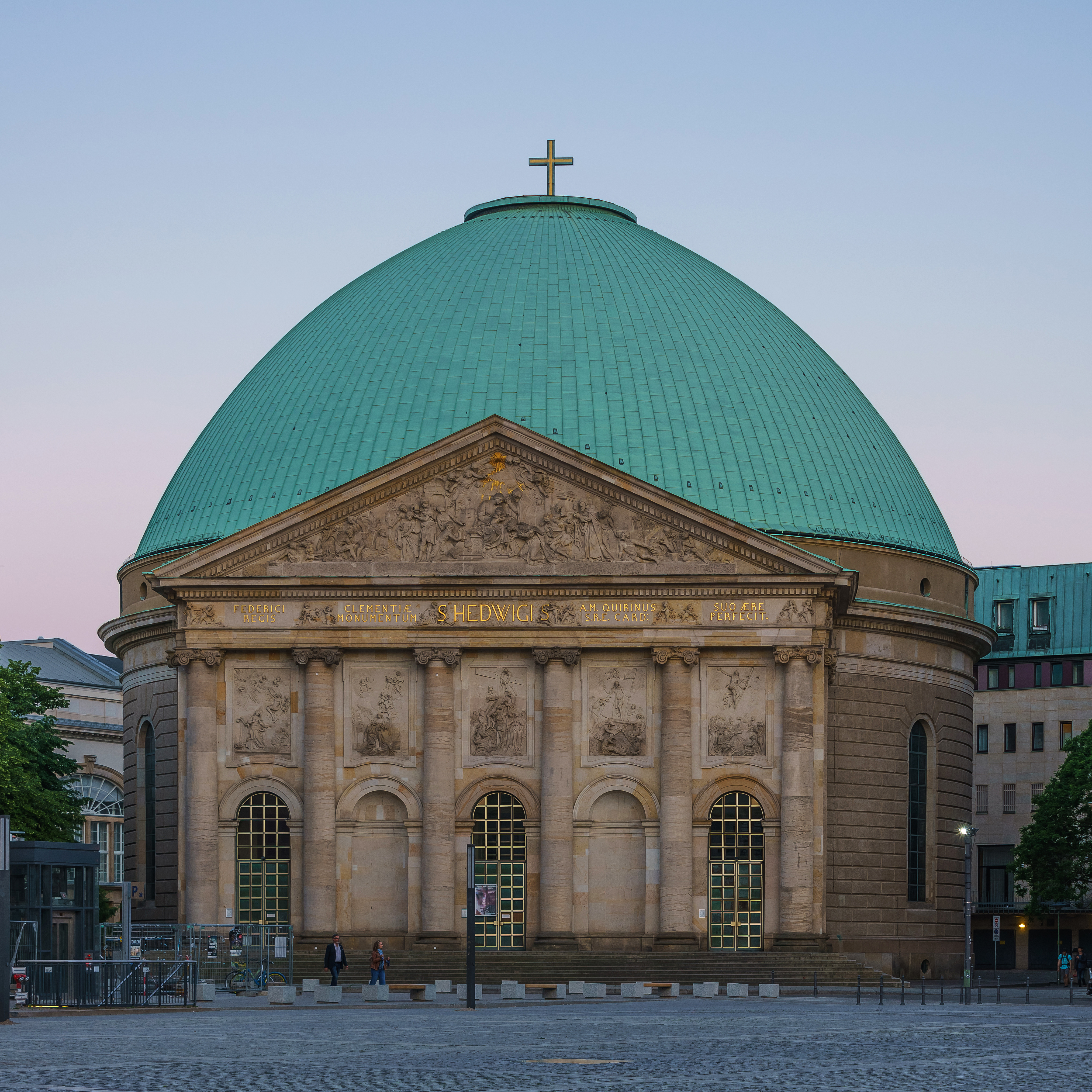
Catedral de Santa Eduvigis a Berlín